# Hadena vidua
Hadena vidua är en fjärilsart som beskrevs av Otto Staudinger 1888. Hadena vidua ingår i släktet Hadena och familjen nattflyn. Inga underarter finns listade i Catalogue of Life.